# Ammouliani
Ammouliani è un'isola del Mar Egeo situata a dieci minuti di nave dal porto di Tripiti (piccolo centro della penisola Calcidica). Amministrativamente appartiene all'Unità periferica della Calcidica, nella Macedonia Centrale. Secondo il censimento del 2001 sull'isola risiedono 542 abitanti, ed è tra le isole più popolose della Grecia tra quelle che non sono comuni, e l'unica abitata della regione della Macedonia Centrale.